# Omkering van het aardmagnetisch veld

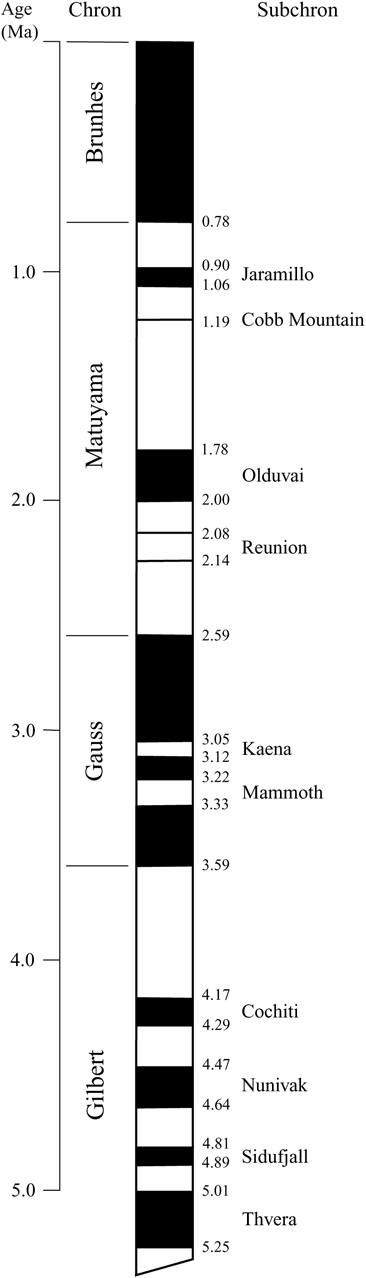
Omkeringen van het aardmagnetisch veld in de afgelopen 5 miljoen jaar

Een omkering van het aardmagnetisch veld (soms ook: magnetische ompoling) houdt in dat de magnetische polen op Aarde van positie wisselen. Sinds ruwweg 780.000 jaar bevindt de magnetische zuidpool zich op de geografische noordpool. Dit is niet altijd zo geweest en zal ook niet altijd zo blijven. In de geschiedenis van de Aarde hebben de magnetische polen al vele malen met elkaar van positie gewisseld.

## Oorzaak
De wetenschappelijke gemeenschap is verdeeld over de verklaring voor het omkeren van het aardmagnetisch veld. Veel wetenschappers menen dat de omkeringen te verklaren zijn met behulp van de dynamotheorie. Deze theorie beschrijft het mechanisme dat zorgt voor het magnetisch veld van een hemellichaam. Computersimulaties tonen dat magnetische veldlijnen kunnen buigen door chaotische stromingen in de vloeibare buitenkern van de Aarde. Bij sommige simulaties leidt dit tot een instabiliteit waarbij de magnetische polen van positie wisselen. Deze verklaring wordt ondersteund door observaties van het magnetisch veld van de Zon, dat elke zeven tot vijftien jaar omkeert (de zogenaamde zonnecyclus). Het verschil met de omkeringen van het Aardse magnetisch veld is dat bij de Zon een toename van de intensiteit van het veld wordt waargenomen terwijl bij het Aardse de intensiteit afneemt voor een wisseling.

## Is het veld bezig om te keren?
Er zijn enkele aanwijzingen dat het aardmagnetisch veld op het moment bezig is om te draaien. Sinds men rond 1830 systematisch metingen aan het aardmagneetveld doet, is de magnetische veldsterkte met 10 tot 15% afgenomen en over de afgelopen 2000 jaar met 35 procent. Als deze afname doorzet, zal volgens sommige bronnen, tussen nu en het jaar 4000 een omkering van het aardmagnetisch veld plaatsvinden.
Metingen aan het magneetveld binnenin de Aarde laten bovendien verschillende plekken in de kern-mantelzone zien waar de richting van de magnetische flux omgekeerd is aan de op het betreffende halfrond gebruikelijke richting. De grootste van deze is de Zuid-Atlantische anomalie. Andere omgekeerde fluxen zijn onder de oostkust van Noord-Amerika en het (geografische) noordpoolgebied te vinden. Metingen laten zien dat de beide anomalieën aan het groeien zijn en zich langzaam naar de noordpool toe bewegen. Deze bewegingen kunnen de afzwakking van het dipoolveld aan het aardoppervlak verklaren.
De anomalieën ontstaan op de kern-mantelgrens binnenin de Aarde. In de vloeibare buitenkern van de Aarde vinden convectiestromen plaats. Door turbulentie in deze convectiestromen kunnen de magnetische veldlijnen worden afgebogen tot verticale "filamenten". Als zo’n schroevendraaiervormig filament zo wordt afgebogen dat het uit de kern loopt en op een andere plek weer de kern in buigt, ontstaan in de kern plekken met aan elkaar tegengestelde magnetische flux. Wanneer de plekken met omgekeerde magnetische flux veel voorkomen en dichter bij de geografische pool komen te liggen dan de plekken met normale flux kan het hele veld afgezwakt worden. Het dipoolveld aan het aardoppervlak is namelijk zeer gevoelig voor veranderingen in de poolregio’s. Om tot een complete omkering van het magneetveld te komen moeten de plekken met tegenovergestelde flux blijven aangroeien.

## Gevolgen van een omkering
Er zijn verschillende theorieën over het gedrag van het magnetisch veld ten tijde van een omkering. In sommige modellen valt het veld geheel weg tijdens het omkeren, in andere is sprake van een tijdelijke afname. Wat voor invloed dit zal hebben voor het leven op Aarde is niet geheel duidelijk. De zonnewind zal door het tijdelijk verdwijnen van magnetosfeer zeker meer invloed krijgen in de atmosfeer.
Door een afname van het aardmagnetisch veld staat de Aarde gedurende een paar duizend jaar bloot aan een hogere dosis schadelijke straling. Desondanks zal de Aarde waarschijnlijk niet aan de volle straling van de Zon komen bloot te staan. Uit modellen blijkt dat door de botsingen van de geladen deeltjes in de zonnewind met moleculen in de ionosfeer zich langgerekte magnetische stromingen zullen vormen ("filamenten"), die van de dagzijde naar de nachtzijde van de Aarde lopen. Door deze zelfmagnetisering blijft de Aarde beschermd tegen het grootste deel van de schadelijke straling van de Zon.
Tijdens een omkering van het aardmagnetisch veld kan door de tijdelijke vermindering van het veld de ionosfeer geïoniseerd raken. Het is mogelijk dat daarbij de warmteverdeling in de atmosfeer verandert, wat tot klimaatsverandering op het aardoppervlak kan leiden.
Veranderingen in evenwichten van scheikundige reacties en stromingen in de atmosfeer kunnen de vorming van ozon beïnvloeden. Als de ozonlaag hierdoor dunner zou worden zou meer schadelijke uv-straling het aardoppervlak bereiken. Ook kan de vorming van wolken door de kosmische straling worden beïnvloed, wat tot een afkoeling of opwarming van het klimaat zou kunnen leiden. Hoe het klimaat precies door een omkering van het magneetveld beïnvloed wordt, is nog onduidelijk.